# Symphurus pelicanus
Symphurus pelicanus är en fiskart som beskrevs av Ginsburg, 1951. Symphurus pelicanus ingår i släktet Symphurus och familjen Cynoglossidae. Inga underarter finns listade i Catalogue of Life.